# Harry Boye Karlsen
Harry Boye Karlsen (Horten, 14 maart 1920 – Larvik, 8 januari 1994) was een Noors voetballer die gedurende zijn carrière als verdediger speelde voor FC Lyn Oslo, FK Ørn-Horten en Larvik TIF. Karlsen overleed op 73-jarige leeftijd in Larvik.

## Interlandcarrière
Karlsen nam met het Noors voetbalelftal deel aan de Olympische Zomerspelen 1952 in Helsinki, Finland. De ploeg onder leiding van Engelse bondscoach Frank Soo verloor in de eerste ronde met 4-1 van buurland Zweden, waardoor de Noren al na één duel naar huis konden. In totaal speelde Karlsen 58 officiële interlands voor zijn vaderland in de periode 1946–1956. Hij scoorde vier keer voor de nationale ploeg.

## Erelijst
SFK Lyn Oslo
- Noorse beker

1945, 1946
 Larvik TIF
- Noors landskampioen

1955, 1956